# Siergiej Szelestow
Siergiej Szelestow, pseud. Moscow Monster (ros. Сергей Шелестов; ur. 25 maja 1971 w Tałowaja) – profesjonalny rosyjski kulturysta. Członek federacji IFBB (International Federation of BodyBuilders). Także trójboista siłowy.

## Biogram
Sześciokrotny mistrz Moskwy w kulturystyce (1995−1998, 2000, 2005). W 1998 zdobył złoty medal w kategorii wagowej powyżej 90 kg podczas Mistrzostw Świata federacji IFBB.
Zamieszkały w Moskwie od 1997 roku, pracuje także jako osobisty trener. Żonaty z Iriną.

## Wymiary
- wzrost: 181 cm
- waga: ok. 120 kg
- obwód karku: 48 cm
- obwód bicepsa: 54 cm
- obwód uda: 77 cm

## Osiągi
- 2009:
  - IFBB New York Pro – IX m-ce
  - IFBB Europa Show of Champions – IV m-ce
  - IFBB Arnold Classic – VIII m-ce
- 2008:
  - IFBB Romanian Pro Grand Prix – IV m-ce
  - IFBB Olympia – XVII m-ce
  - IFBB New Zealand Grand Elite Pro – IV m-ce
  - IFBB Australia Pro Grand Prix VIII – VII m-ce
- 2007:
  - IFBB Olympia – poza czołowką
  - IFBB Arnold Classic – XV m-ce
  - IFBB Sacramento Pro Bodybuilding Grand Prix – XII m-ce
  - IFBB Iron Man Pro – XVI m-ce
- 2006:
  - IFBB Romania Gran Prix – III m-ce
  - IFBB Santa Susanna Gran Prix – VII m-ce
- 2001:
  - IFBB Grand Prix New Zealand – V m-ce
  - IFBB Grand Prix England – XI m-ce
- 1998:
  - Mistrzostwa Świata federacji IFBB − I m-ce
- 1997:
  - IFBB Grand Prix Russia – X m-ce

Sześciokrotny mistrz Moskwy (1995, 1996, 1997, 1998, 2000, 2005)